# Bauto
Bauto (? - kort na 388) was een Romeinse generaal van Frankische afkomst. Onder keizer Gratianus werd hij in 380 magister militum in het westen. Ook was hij regent van de jonge Valentinianus II. 

## Geschiedenis
Bauto groeide op in een Frankische gemeenschap op de rechteroever van de Rijn. Hij trad toe in het Romeinse leger en maakte carriere. Omstreeks 380 bereikte hij de generaalsrang in het westelijke leger.  Van hem is in 383 opgetekend dat hij de binnengevallen Alemannen in Raetië versloeg en  deze terug joeg naar Germanië. Bauto was consul in 385. 
Toen de uit Britannia afkomstige usurpator Magnus Maximus Italia in 387 binnenviel in een poging om Valentinianus II te vervangen, leidde Bauto het leger van de Oost-Romeinse keizer Theodosius I. Hij wist de rebellen in juli 388 te verslaan. Kort daarna stierf hij waarschijnlijk een natuurlijke dood.
In het westen werd Bauto als opperbevelhebber opgevolgd door de Frank Arbogastes, die vermoedelijk een bloedverwant van hem was.
Bauto bestreed bisschop Ambrosius toen deze voorstelde om het heidense altaar van de overwinning van de senaat van Rome te verwijderen. Hij verloor de zaak en het altaar werd verwijderd. Na zijn dood, werd zijn verwant Arbogastes leider van een korte heidense revival.
Enige jaren na zijn dood wist de dochter van Bauto, Eudoxia in 395 in het huwelijk te treden met keizer Arcadius.

## Voetnoten
1. ↑  PLRE 1, Bauto 359-360
2. ↑  Volgens sommigen was Arbogastes een zoon van Bauto; anderen denken meer aan een neef of achterneef.